# Ocytata
Ocytata är ett släkte av tvåvingar. Ocytata ingår i familjen parasitflugor.
Kladogram enligt Catalogue of Life och Dyntaxa:
| Ocytata | \| \| Ocytata curvicornis \| \| \| \| \| \| Ocytata pallipes \| \| \| \| |
|         | \| \| Ocytata curvicornis \| \| \| \| \| \| Ocytata pallipes \| \| \| \| |
|         | Ocytata curvicornis                                                      |
|         |                                                                          |
|         | Ocytata pallipes                                                         |
|         |                                                                          |